# Saint-Ursanne
Saint-Ursanne (zastarale německy St. Ursitz) je bývalá samostatná obec a malé historické město ve švýcarském kantonu Jura. Od 1. ledna 2009 je součástí politické obce Clos du Doubs. Žije zde 870 obyvatel.

## Geografie

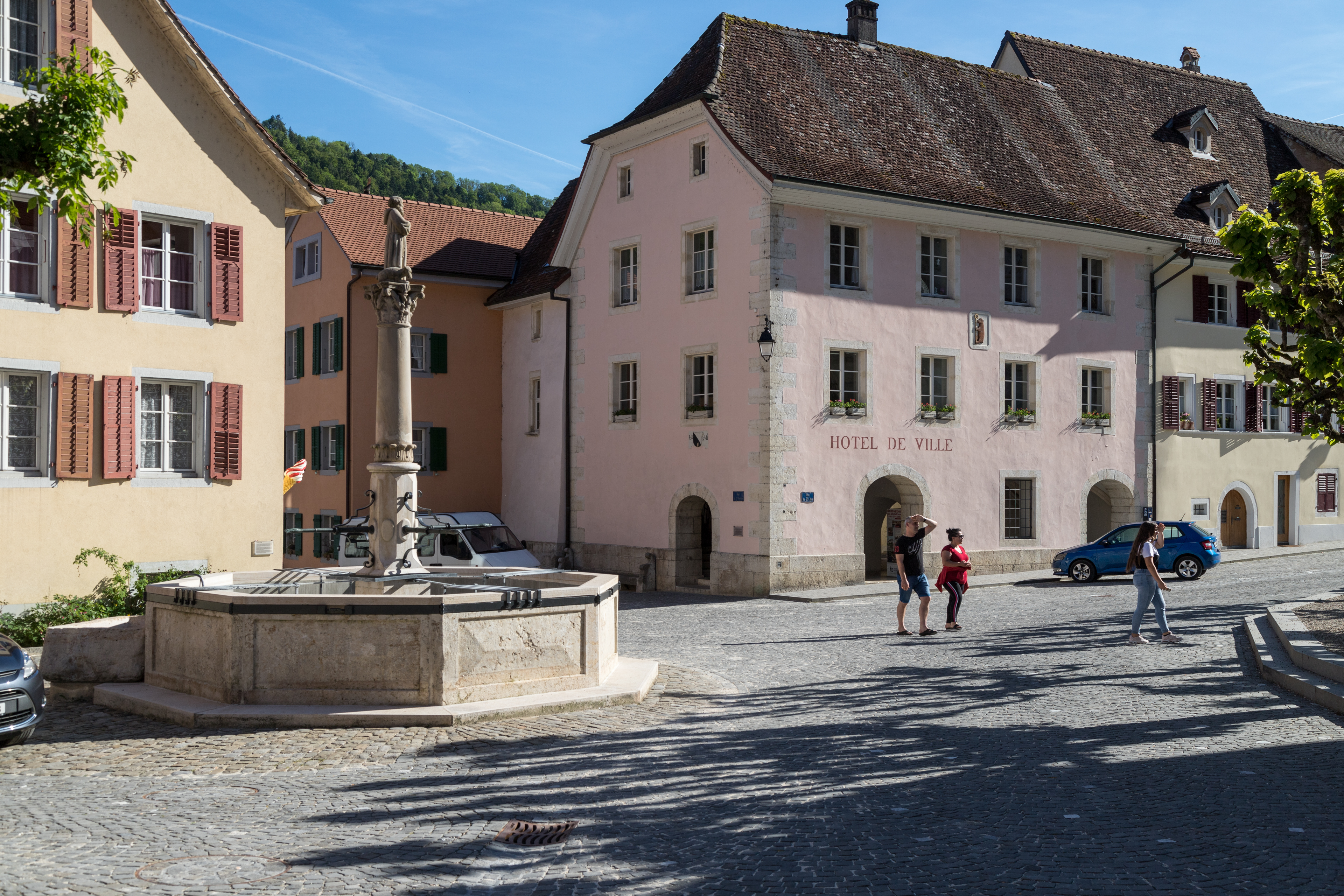
Fontána a radnice v centru městečka

Saint-Ursanne leží v nadmořské výšce 440 metrů, vzdušnou čarou 8 kilometrů jihovýchodně od hlavního města okresu, Porrentruy. Historické město leží v úzkém údolí řeky Doubs, na pravém břehu řeky, mezi masivy Jura Lomont nebo Mont Terri na severu a oblastí Clos du Doubs na jihu.
Rozloha 11,5 km² rozsáhlého, široce rozvětveného území bývalé obce zahrnuje hluboce zaříznuté údolí Doubs mezi oběma zmíněnými masivy Jury v oblasti velkého oblouku Clos du Doubs. Dno údolí řeky je většinou široké jen 100 až 200 m a obklopují ho strmé, většinou zalesněné svahy, které jsou místy protkány skalními římsami. Na západě se oblast rozprostírala po údolí až k osadě Bellefontaine a na jihu až ke svahu Fin du Teck (až 760 m n. m.). Na severu sahala oblast obce až k průsmyku Sur la Croix (789 m n. m.) na hřebeni Lomont. Na východě sahalo území Saint-Ursanne až ke svahu pohoří Mont-Russelin, kde se nacházel nejvyšší bod obce (860 m n. m.). Saint-Ursanne zahrnovalo také dvě exklávy: jedna zahrnovala strmý svah Haute Côte napravo od Doubs jižně od Montmelonu, druhá se nacházela na východním svahu Chêtelat (až 800 m n. m.) nalevo od Doubs. V roce 1997 tvořila 6 % rozlohy obce zastavěná plocha, 72 % lesy a lesní porosty, 19 % zemědělské plochy a asi 3 % neproduktivní půda.
V Saint-Ursanne se nachází řada samostatných zemědělských podniků. Sousedními obcemi byly Seleute, Ocourt, Montmelon, Asuel, Montenol, Saint-Brais a Epauvillers.

## Historie

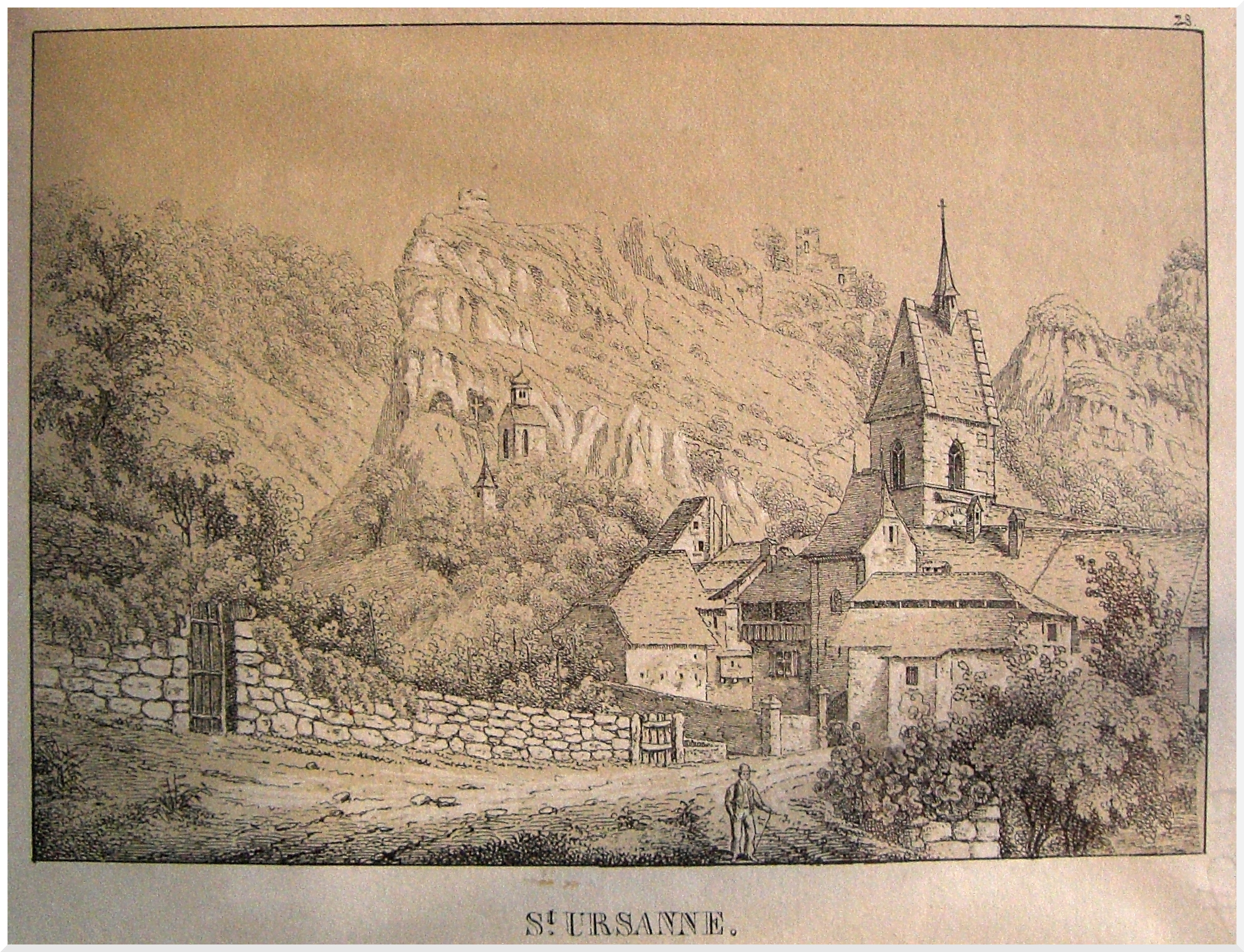
Středověké vyobrazení městečka

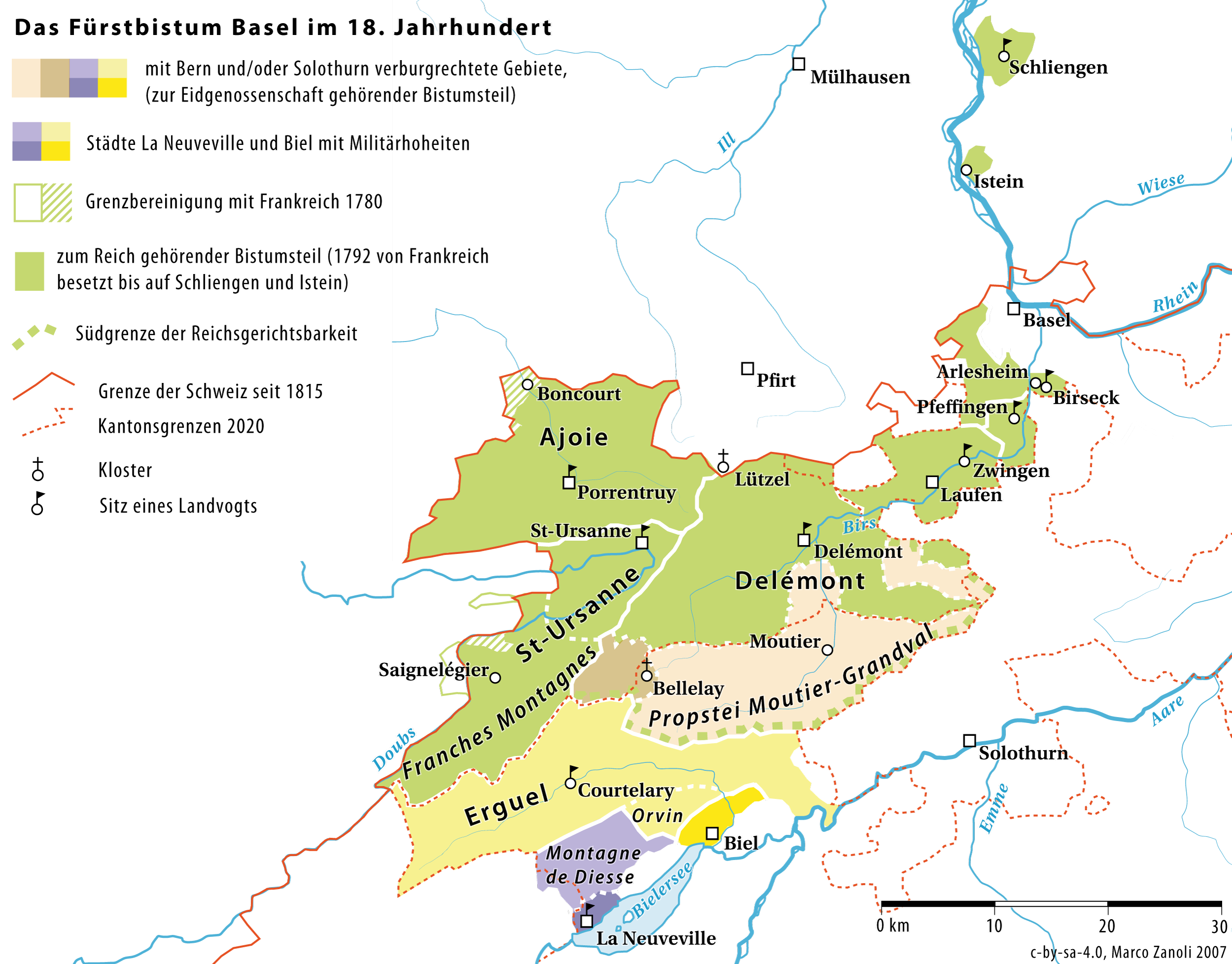
Místodržitelství Saint-Ursanne na mapě basilejského knížecího biskupství

Saint-Ursanne se nachází na místě, kde pravděpodobně v letech 612–619 působil poustevník Ursicinus, společník svatého Kolumbána. Svatý Wandregisel a další mniši založili nad Ursicinovým hrobem klášter, který byl poprvé zmíněn v listině z roku 849 jako Cella ... in honourem Sancti Ursicini confessoris a patřil do diecéze Besançon. V 11. století bylo postaveno nové opatství, zatímco starý klášterní kostel byl přestavěn na farní. V roce 1139 se místo připomíná jako Sancti Ursicini. Ve 12. století bylo opatství přeměněno na kanonii, která od roku 1210 spadala pod jurisdikci basilejského knížecího biskupství a zahrnovala celou oblast Clos du Doubs. Malé středověké městečko, které vyrostlo kolem opatství, získalo v roce 1338 tržní práva. Zemětřesení v Basileji v roce 1356 způsobilo škody také v Saint-Ursanne.

Letecký pohled (1955)

V letech 1793–1815 patřilo Saint-Ursanne k Francii a zpočátku bylo součástí départementu du Mont-Terrible, od roku 1800 bylo připojeno k départementu Haut-Rhin. V roce 1803 byl klášter sekularizován a bývalý klášterní kostel je od té doby farním kostelem.
V důsledku rozhodnutí Vídeňského kongresu připadlo městečko v roce 1815 ke kantonu Bern, přičemž severní část Clos du Doubs byla přiřazena k okresu Porrentruy a jižní část k okresu Franches-Montagnes. Byly podniknuty kroky ke sjednocení území bývalého proboštství a jeho povýšení na okres, což však kanton zamítl. K 1. lednu 2009 byla jednota oblasti Clos du Doubs obnovena, když se Saint-Ursanne spojilo s Epauvillers, Epiquerez, Montenol, Montmelon, Ocourt a Seleute do nové obce tohoto jména.
S otevřením železniční trati Glovelier-Porrentruy v roce 1877 se Saint-Ursanne poprvé dostalo z izolace. Začala industrializace a výstavba nových domů za městskými hradbami.
Dne 3. února 1977 byla v opatství Saint-Ursanne Ústavní radou přijata kantonální ústava nového kantonu Jura.

## Obyvatelstvo
| Rok            | 1850 | 1900 | 1910 | 1930 | 1950 | 1960 | 1970 | 1980 | 1990 | 2000 | 2008 |
| Počet obyvatel | 726  | 828  | 999  | 1147 | 1277 | 1304 | 1073 | 918  | 870  | 769  | 689  |

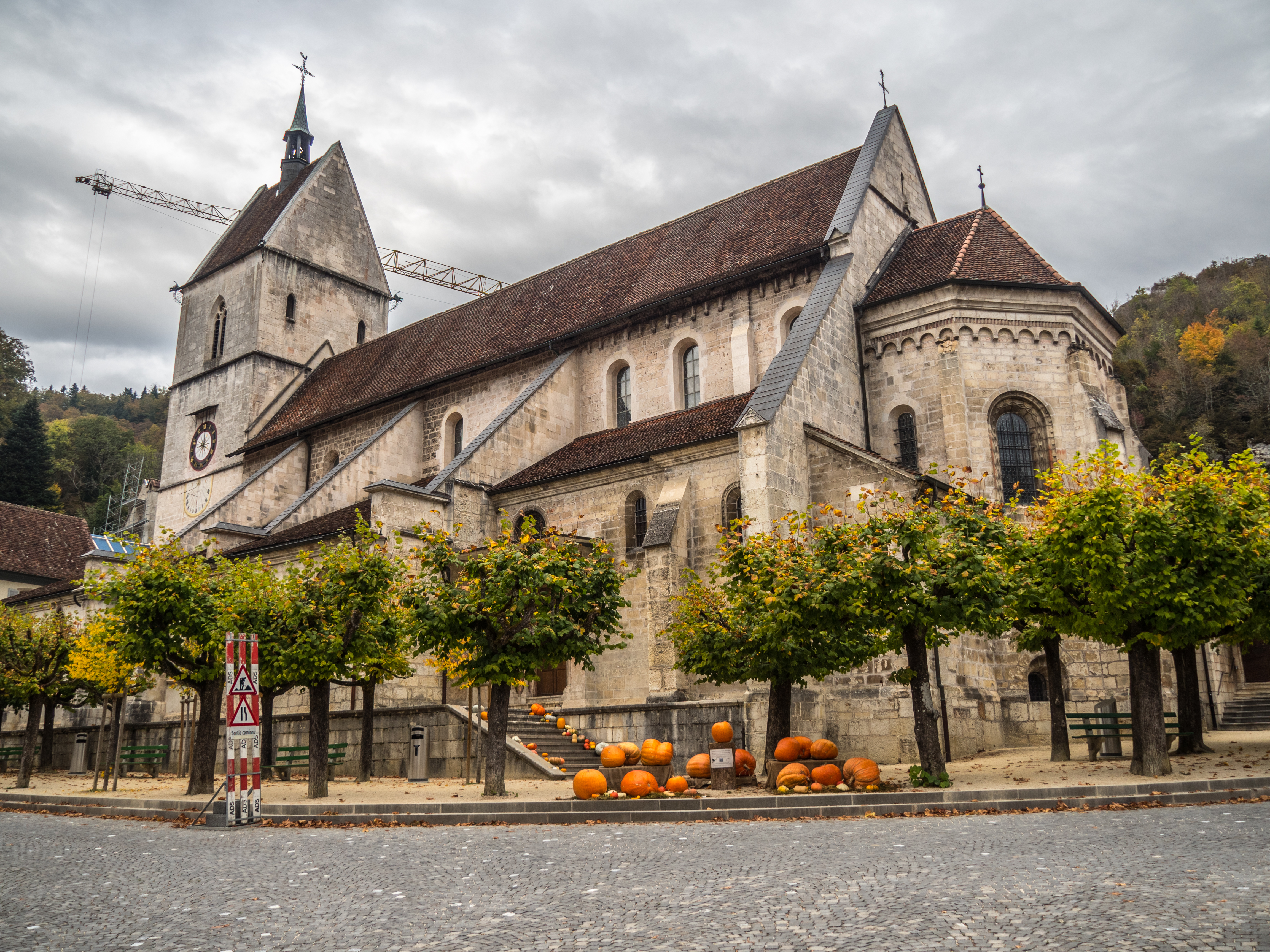
Kostel sv. Petra

91,2 % obyvatel hovoří francouzsky, 2,9 % německy a 2,0 % srbochorvatsky (stav v roce 2000). Počet obyvatel Saint-Ursanne do roku 1960 neustále rostl. Od té doby byl zaznamenán pokles o více než 40 % v důsledku silného vystěhovalectví.

## Obraz města

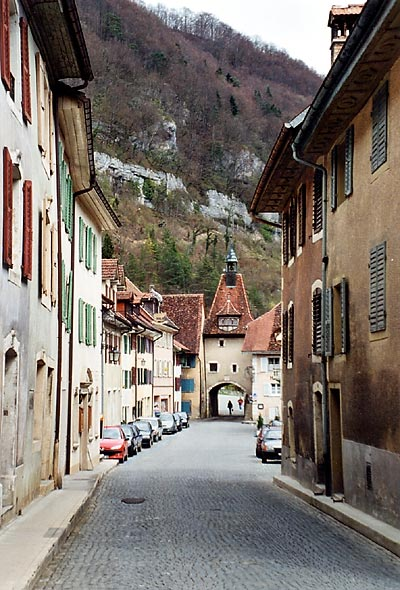
Historické centrum

Saint-Ursanne je po Delémontu a Porrentruy třetím historickým městem v kantonu Jura a vyznačuje se středověkým městským rázem s měšťanskými domy ze 14. až 16. století. Na jižním břehu řeky Doubs se nachází soubor čtrnácti domů postavených v roce 1918 pro dělníky továrny Thécla, několik novějších domů, hřbitov a na konci údolí místní čistírna odpadních vod.
V roce 2023 bylo Saint-Ursanne (spolu s obcí Morcote v kantonu Ticino) zařazeno na seznam „nejlepších turistických vesnic“ Světové organizace cestovního ruchu OSN.

## Hospodářství
Obyvatelé Saint-Ursanne jsou zaměstnáni především v sekundárním a terciárním sektoru. Dnes opuštěná osada Bellefontaine pochází z období industrializace. V 18. a 19. století zde byla železárna s vysokou pecí, dnes zde zůstala pouze nepoužívaná elektrárna. K průmyslovému odvětví patřila vápenka Fabrique de chaux de Saint-Ursanne (1907–1993) a zápustková kovárna barevných kovů Thécla SA (1920–2015), v minulosti byla ještě významná výroba hodinkových pouzder, např. u rodiny Stouderových až do poloviny 70. let 20. století. Dnes jsou možnosti výdělku v pohostinství a hotelnictví. Další pracovní příležitosti poskytují dílna, truhlářské dílny, pekárny, mlékárna, pošta a pobočky Raiffeisen, kiosek, turistická kancelář, ubytovna pro mládež, domov pro seniory a domov pro osoby se zdravotním postižením. V Saint-Ursanne sídlí také kantonální úřad pro životní prostředí. Vedle bývalé vápenky nad železniční stanicí Saint-Ursanne se nachází horninová laboratoř Mont Terri.

## Doprava

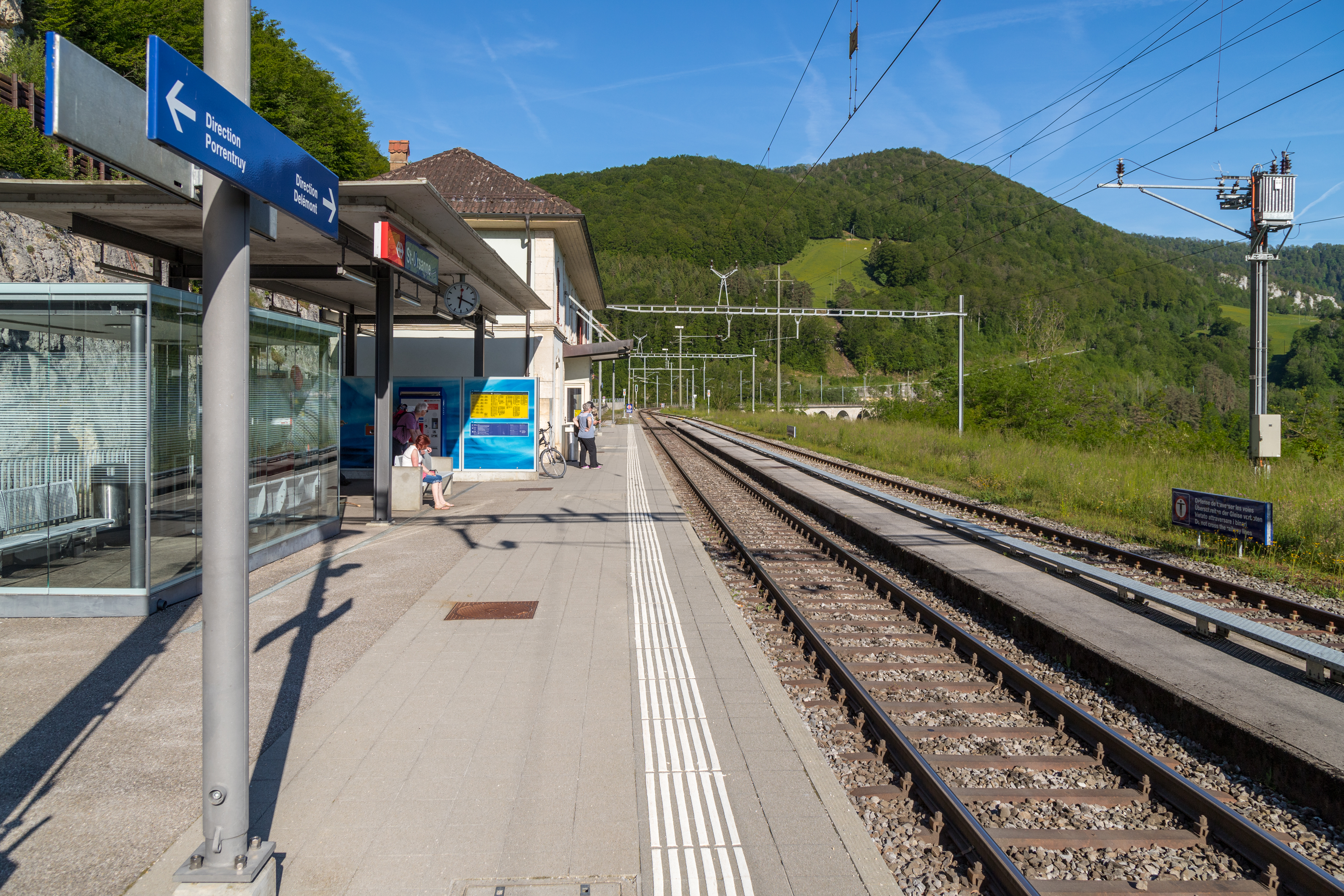
Železniční stanice

Do Saint-Ursanne se lze dostat po hlavní silnici 249 a od otevření prvního úseku dálnice A16 v roce 1998 také stejnojmenným sjezdem z Porrentruy i Delémontu. V obci se nachází jižní portál tunelu Mont Terri (4 km) a severní portál tunelu Mont Russelin (3,5 km).
Dne 30. března 1877 byla otevřena železniční trať Glovelier–Porrentruy se stanicí východně od Saint-Ursanne. Náročný reliéf v oblasti Saint-Ursanne si vyžádal výstavbu pěti tunelů a několika mostů.
Centrum města je s nádražím spojeno autobusovou linkou Postauto. Další autobusové linky jezdí do Soubey a až do La Motte u Ocourtu.
Saint-Ursanne leží na turistické stezce Trans-Swiss-Trail, turistické stezce Via Jura-Regio Delémont–Basilej. Pro cyklisty je zde dálková cyklostezka Route du Jura Basilej–Nyon.

## Partnerská obec
Obec je od roku 1983 partnerskou obcí s francouzskou obcí La Motte v oblasti Provence.